# La famiglia della giungla (serie animata)
La famiglia della giungla (The Wild Thornberrys) è una serie animata prodotta da Nickelodeon. In Italia è stato trasmesso su Italia 1 con il titolo La famiglia della giungla e successivamente su Nickelodeon dal 1º novembre 2004 con il titolo Il mondo dei Thornberry.
Dalla serie è stato tratto il film La famiglia della giungla. In un film successivo la famiglia Thornberry incontrerà i protagonisti di un'altra serie Nickelodeon: I Rugrats. Il film è I Rugrats nella giungla (Rugrats Go Wild).

## Trama
Protagonista della serie è la dodicenne Eliza, che viaggia nelle foreste con la sua famiglia. I suoi genitori infatti girano documentari sulla natura. Eliza è entusiasta di questa vita, anche perché ha ricevuto da uno stregone il dono di poter comunicare con gli animali. L'unico a conoscenza del suo segreto è lo scimpanzé Darwin.

## Episodi
| Stagione         | Episodi | Prima TV originale | Prima TV Italia |
| ---------------- | ------- | ------------------ | --------------- |
| Prima stagione   | 20      | 1998-1999          | ?               |
| Seconda stagione | 37      | 1999-2000          | ?               |
| Terza stagione   | 20      | 2000-2001          | ?               |
| Quarta stagione  | 6       | 2001-2002          | ?               |
| Quinta stagione  | 11      | 2003-2004          | ?               |

## Personaggi e interpreti

### Personaggi principali
- Elizabeth "Eliza" Thornberry (stagioni 1-6), doppiata originalmente da Lacey Chabert, doppiata in italiano da Daniela Fava.[1]
- Deborah "Debbie" Thornberry (stagioni 1-6), doppiata originalmente da Danielle Harris, doppiata in italiano da Alessandra Karpoff.[1]
- Sir Nigel Thornberry (stagioni 1-6), doppiato originalmente da Tim Curry, doppiato in italiano da Ivo De Palma.[1]
- Marianne Hunter Thornberry (stagioni 1-6), doppiata originalmente da Jodi Carlisle, doppiata in italiano da Elda Olivieri.[1]
- Darwin Thornberry. doppiato da Luca Bottale.[1]
- Donald Michael "Donnie" Thornberry (stagioni 1-6), doppiato originalmente da Flea, doppiato in italiano da Monica Bonetto.[1]
- Darwin (stagioni 1-6), doppiato originalmente da Tom Kane, doppiato in italiano da Luca Bottale.[1]

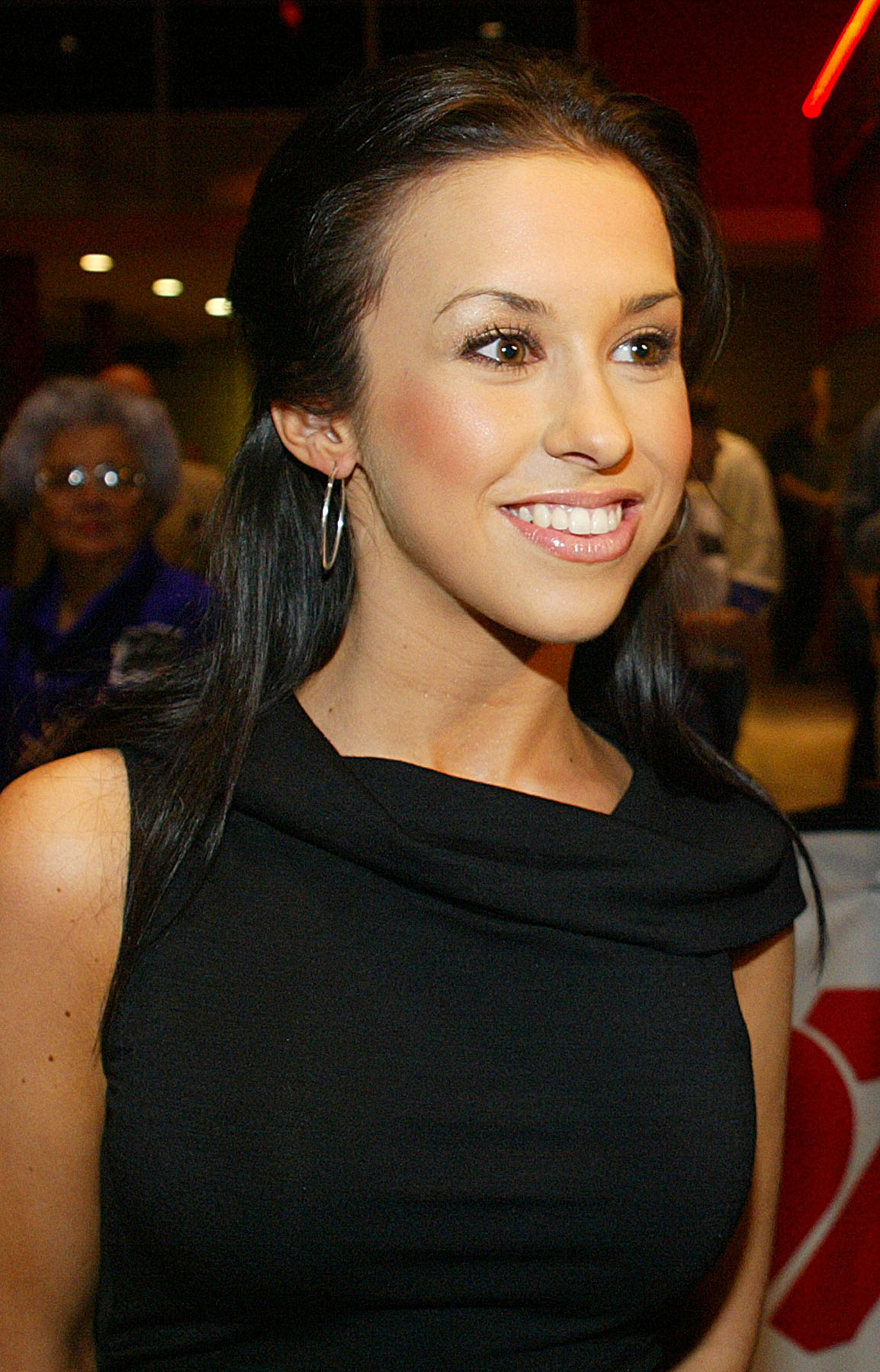
Lacey Chabert, doppiatrice di Eliza
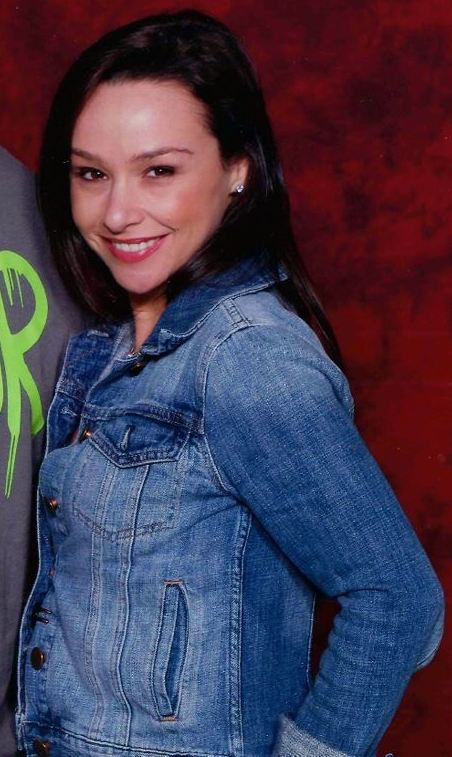
Danielle Harris, doppiatrice di Debbie
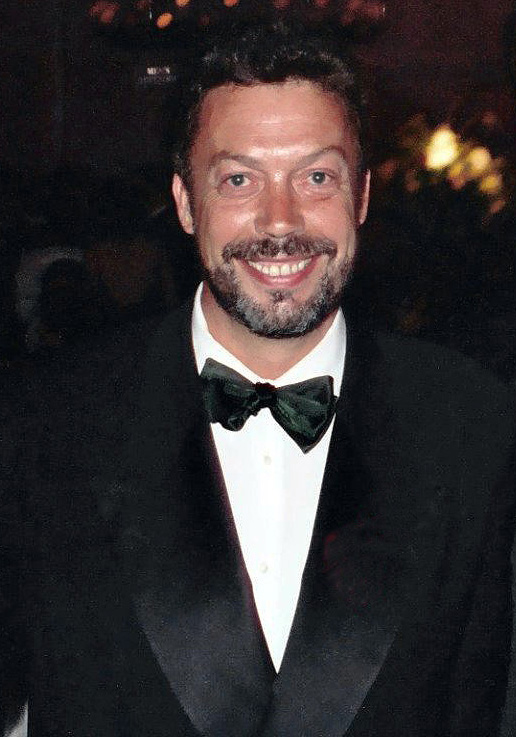
Tim Curry, doppiatore di Nigel
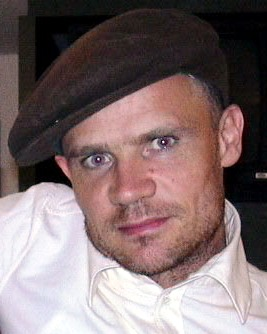
Flea, doppiatore di Donnie
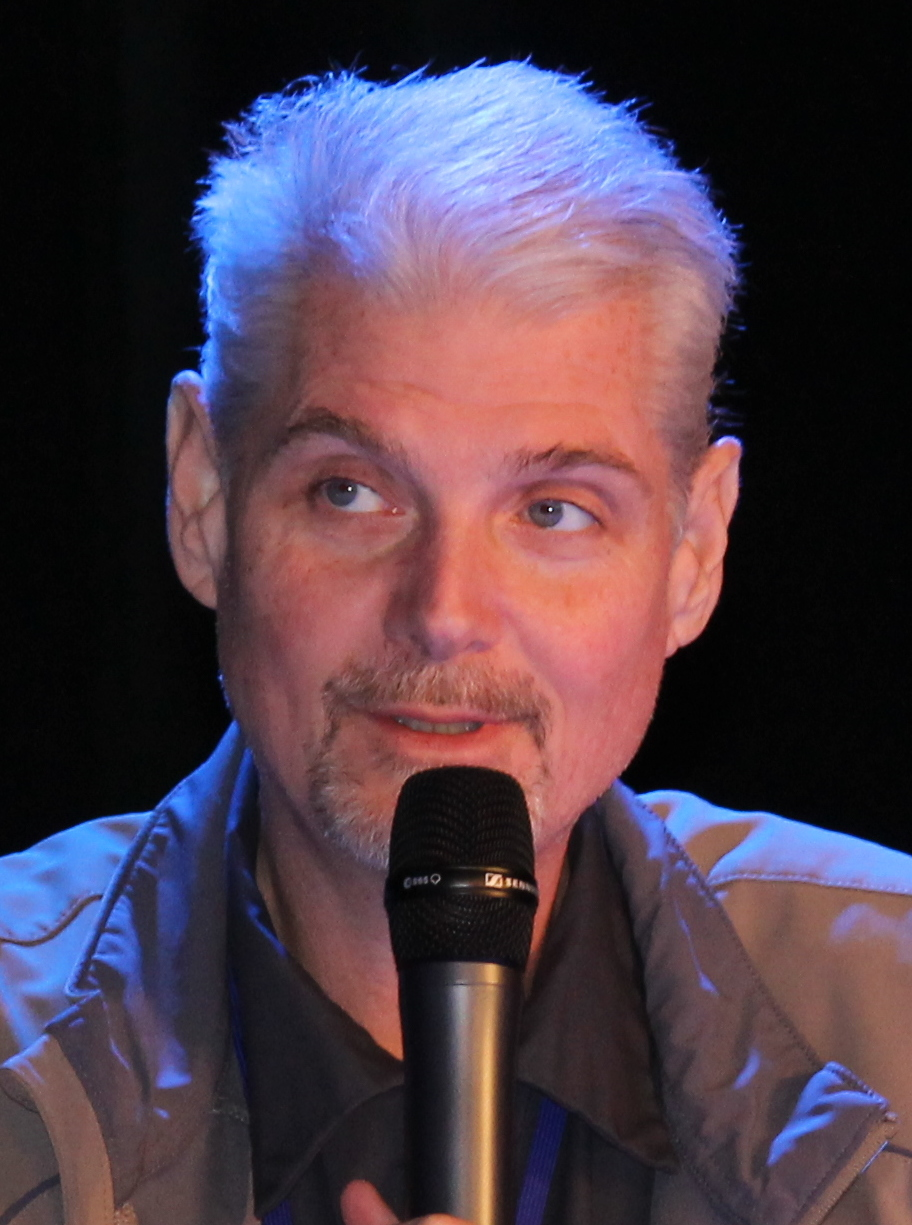
Tom Kane, doppiatore di Darwin

### Guest star(parziale)
- Mother Springbok (ep. 2x05), doppiata originalmente da Pam Grier.

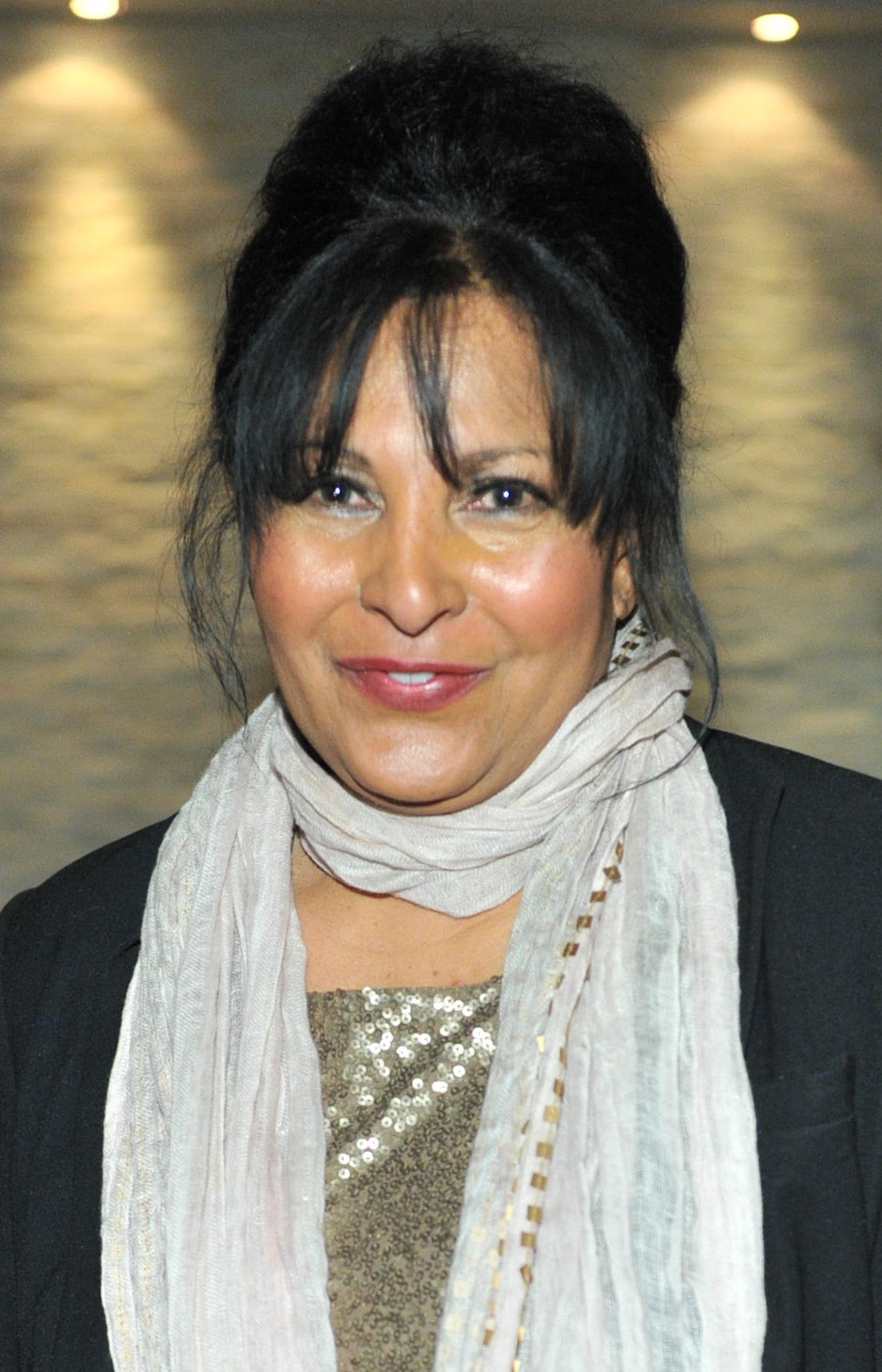
Pam Grier, doppiatrice di Mother Springbok

## Sequel
- La famiglia della giungla, regia di Cathy Malkasian e Jeff McGrath (2002)
- I Rugrats nella giungla (Rugrats Go Wild), regia di Igor Kovaljov e Norton Virgien (2003)